# Mörbyätten
Mörbyätten eller Mörby-ätten, är ett nutida konventionellt namn på en svensk medeltida frälseätt som fått sitt namn efter godset Mörby i Husby-Rekarne socken, Eskilstuna kommun. Ätten utdog innan Sveriges Riddarhus grundades 1625, varför den aldrig introducerades där som adelsätt.
Vapen: delad sköld, i övre fältet en gående fågel, i det undre vindruvsklasar

## Historia
Mörbyätten, som är namngiven efter godset Mörby, ingår i Bengt Hildebrands licentiatavhandling Esbjörn Blåpanna och hans arvingar från 1934. 

## Släkttavla
Släkttavla enligt Bengt Hildebrand, Esbjörn Blåpanna och hans arvingar 1934:
1. Lars
  1. Nils Larsson i Mörby, väpnare. 
    1. Katarina Nilsdotter, gift senast 1398 med Esbjörn Blåpanna (1372-1438).

  2. Arnolf Larsson, var död 1364.
  3. NN Larsdotter, gift med Erik NN.
  4. Mats Eriksson (sparre), nämnd 1395.
  5. Bengta Eriksdotter (sparre), gift med Torsten Gjurdsson, (Oxenstierna), död före 1399-02-15. Se vidare ätten Oxenstierna.